# Nikolái Grigóriev
Nikolái Dmítrievich Grigóriev' (en ruso: Николай Дмитриевич Григорьев; 14 de agosto de 1895, Moscú - 10 de noviembre de 1938, Moscú) fue un ajedrecista ruso-soviético, organizador de Torneos de Ajedrez y compositor de estudios de finales.

## Biografía
Su padre era un músico profesional de la Orquesta del Teatro Bolshoi, y le transmite el amor por las artes. Disfrutaba tocando el violín, y realizaba dibujos de gran tamaño. Además de la música y la pintura, estaba interesado en las Ciencias, sobre todo en Matemáticas y Astronomía. Por ello hasta los catorce años no se interesa de verdad en el Ajedrez.
Con el final de la Escuela Secundaria en 1914 y el comienzo del estudio de Física y Matemáticas en la Universidad de Moscú, Grigoriev manntiene su interés por el Ajedrez.
A la edad relativamente tardía de dieciocho años, Grigoriev se unió al Club de Ajedrez de Moscú, participando en el Torneo del Club de la ciudad en 1915. Allí, uno de sus oponentes era el futuro campeón mundial Alexander Alekhine, contra quien perdió, y manteniendo relaciones de amistad más tarde. En la partida, Grigoriev pecó de novel, desaprovechando una oportunidad de vencer al futuro Campeón del Mundo. La partida incluso fue publicada en el Boletín de Ajedrez de la ciudad, el Schachmatny Vestnik, propiedad de la familia de Alekhine.
En 1917, fue reclutado por el ejército imperial ruso en la Primera Guerra Mundial y fue enviado al frente. Fue herido y regresó gravemente enfermo. Su opinión política le llevó a entablar una gran relación de amistad con Aleksandr Ilín-Zhenevski.
A principios de octubre de 1937, Grigoriev volvió de un viaje al Lejano Oriente y Siberia, donde dictó conferencias y jugó. El NKVD le arrestó en el tren en el que viajaba. Grigoriev era frágil, y perdió el conocimiento inmediatamente después del uso de la fuerza, y su garganta empezó a sangrar constantemente. Sufrió diversos interrogatorios, lo que mermó su salud.
Una enfermedad inesperada le confinó en la cama. Complicaciones graves requirieron de cirugía inmediata. Ello le llevó a estar severamente debilitado, y murió de cáncer de pulmón.

## Trayectoria como ajedrecista
Grigoriev fue campeón de Moscú en cuatro ocasiones: en 1921, 1922, y 1923-24, así como el Torneo Internacional de Leningrado en 1929, y el Torneo Nacional de Moscú en el mismo año.
Su carrera como jugador se extendió desde 1910 hasta 1929. Perdió partidas contra Alexander Alekhine (1915 y 1919) y Mijaíl Botvínnik (1927),, que más tarde se convertirían en Campeones Mundiales de Ajedrez.
En el primer Campeonato Nacional de Ajedrez de la URSS (Moscú, del 4 al 24 de octubre de 1920), fue 5º-7º (8 victorias, 6 derrotas y un empate, sólo uno), empatado con Arvid Kubbel y Abram Rabinovich, a pesar de llevar a cabo tareas organizativas e incluso encargarse de las raciones de comida para los participantes. Zhenevski, su libro Memorias de un Maestro soviético, publicado en 1929, detalla cómo Grigoriev realiza un esfuerzo titánico en el desarrollo del Torneo, pues dadas las penurias encontradas, los participantes pensaron en más de una ocasión en abandonar el Torneo. El triunfo fue para Alekhine.
Antes de su salida de Rusia en 1921, Alekhine jugó un enfrentamiento con 7 partidas contra Grigoriev, donde se produjeron 2 victorias y 5 empates en favor de Alekhine. Analizando el encuentro, Grigory Levenfish dijo: "En algunas de las partidas, sólo el ingenio excepcional de Alekhine le salvó del desastre."
Grigoriev compitió en varios Torneos locales soviéticos. Entre sus victorias destacan el 3º Campeonato de Sindicatos de 1928 en Moscú, el Campeonato del Región Central Industrial en Nizhny Novgorod en el mismo año, el Torneo Nacional de Kislovodsk también 1928, y la victoria, junto con L. Grigoriev, en el Torneo Nacional de Rostov del don también en 1928. En 1929 obtuvo la victoria, junto con Piotr Romanovsky, en el Torneo Internacional de los Trabajadores celebrado en Leningrado.
Grigoriev fue más conocido, sin embargo, como un organizador de Torneos de Ajedrez, periodista pedagogo, y estudioso de los finales.
En 1920, Grigoriev preside el Club de Ajedrez de Moscú, y lidera la sección de Ajedrez de la omnipotente Entrenamiento Militar Universal. Gracias a esta organización, que trabaja para la educación militar universal, y logró mantener la Olimpiada de toda Rusia. Además, sigue enseñando en la escuela las matemáticas.
En 1922, Yuri Steklov, el editor jefe de uno de los más populares diarios de Odessa, el "Izvestia", le ofrece la oportunidad de participar en una columna de Ajedrez, donde intervino durante 12 años. Fue de edición semanal, logrando evitar la falta de comunicación entre los entusiastas del Ajedrez desde lugares remotos. Ocupando casi la cuarta parte de una tira de periódico, habló acerca de los eventos de Ajedrez en el país y el mundo. Publicaba partidas, finales y composiciones relevantes. Anunciaba nuevos libros, conferencias y exposiciones simultáneas, daba consejos para principiantes, etc.

## Estudios de finales
Grigoriev realizó numerosos estudios de finales.
|       |       |    |    |       |       |    |       |    |  |
|       | a8    | b8 | c8 | d8 cl | e8    | f8 | g8    | h8 |  |
| a7 pl | b7    | c7 | d7 | e7    | f7    | g7 | h7 pd |    |  |
| a6    | b6 pl | c6 | d6 | e6    | f6    | g6 | h6    |    |  |
| a5    | b5    | c5 | d5 | e5    | f5    | g5 | h5    |    |  |
| a4    | b4    | c4 | d4 | e4    | f4 kd | g4 | h4    |    |  |
| a3    | b3    | c3 | d3 | e3    | f3    | g3 | h3    |    |  |
| a2    | b2    | c2 | d2 | e2    | f2    | g2 | h2 pd |    |  |
| a1 qd | b1    | c1 | d1 | e1 bl | f1    | g1 | h1 rl |    |  |
|       |       |    |    |       |       |    |       |    |  |

|    |       |       |    |    |       |       |    |    |  |
|    | a8    | b8    | c8 | d8 | e8 kl | f8    | g8 | h8 |  |
| a7 | b7    | c7    | d7 | e7 | f7 rl | g7    | h7 |    |  |
| a6 | b6    | c6 rd | d6 | e6 | f6    | g6    | h6 |    |  |
| a5 | b5    | c5    | d5 | e5 | f5    | g5    | h5 |    |  |
| a4 | b4    | c4    | d4 | e4 | f4    | g4 pd | h4 |    |  |
| a3 | b3    | c3    | d3 | e3 | f3    | g3    | h3 |    |  |
| a2 | b2 kd | c2    | d2 | e2 | f2    | g2    | h2 |    |  |
| a1 | b1    | c1    | d1 | e1 | f1    | g1    | h1 |    |  |
|    |       |       |    |    |       |       |    |    |  |

Problema de la izquierda
1.a8Q! Qxa8+ 2.b7 Da7! 3.Bf2 Db8! 4.Bg3+ Kxg3! 5.Nc6 Dxb7
Problema de la derecha
1.Rf5! G3 2.Rg5 Rc3 3.Kf7 KC2 4.Kg6 Kd2 5.Kh5 KE2 6.Kh4 Rf2 7.Kh3 Rf3 8.Rg4! Tf8+ 9.Rf4! Rxf4

## Lectura
- Kan, I. A.; Bondarewski, I. S.: Schachmatnoje twortschestwo N. D. Grigorjewa. Fiskultura i sport, Moscú 1952. (ruso)
- Nicolas Giffard, Alain Biénabé, Le Guide des échecs, 1993, ed. Robert Laffont, pag 779 y 1321.
- R. G. Wade, (en inglés) Soviet Chess, 1968, 1976, Hal Leighton Printing Co., pag 38-41.